# الملتقى الدولي للرواية عبد الحميد بن هدوقة
الملتقى الدولي للرواية عبد الحميد بن هدوقة هو ملتقى أدبي دولي مخصص للرواية، تنظمه وزارة الثقافة الجزائرية، ويعقد كل عام في ولاية برج بوعريريج، وبعتبر من أهم التظاهرات الثقافية الأدبية في الجزائر.

## التأسيس ومكان الانعقاد
بمبادرة من مجموعة من الأكاديميين الجزائريين، تم إطلاق الملتقى الوطني للرواية تحت اسم عبد الحميد بن هدوقة عام 2001، واختير للملتقى مدينة برج بوعريريج، حيث غدا تقليدا سنويا تجاوز الحدود الإقليمية وصار دوليا، يستقطب الكفاءات الأكاديمية في مجال الرواية من بلدان عربية وأجنبية كل سنة على غرار تونس، المغرب، لبنان، العراق، سلطنة عمان، إسبانيا، إيطاليا إلى جانب أساتذة ودكاترة وأدباء من عديد جامعات الوطن.

## أهدافه
ويهدف الملتقى إلى خلق فضاء للحوار والنقاش حول راهن الإبداع الروائي وآفاقه، ويمثل فرصة للقاء بين مختلف الأدباء والروائيين الجزائريين وآخرين من الوطن العربي لمناقشة عدّة محاور حول الرواية والكتابة.

## التسمية
يحمل الملتقى اسم الكاتب الجزائري عبد الحميد بن هدوقة وهو صاحب أول رواية جزائرية مكتوبة باللغة العربية، “ريح الجنوب “والتي نشرت في سنة 1971، بعد تسع سنوات من استقلال الجزائر، ويعد من أشهر الأدباء الجزائريين وأبرز الكتاب الذين ساهموا في تفعيل الحركة الإبداعية باللغة العربية بالجزائر.